# رودولف لوبینسکی
رودولف لوبینسکی (انگلیسی: Rudolf Lubinski; ۳۱ اکتبر ۱۸۷۳ – ۲۷ مارس ۱۹۳۵) معمار اهل کرواسی بود.